# نقل عاصمة كازاخستان
نقل عاصمة كازاخستان من ألماتي إلى أكمولا كان ثالث عملية نقل للعاصمة في تاريخ كازاخستان، والأولى في كازاخستان المستقلة. كما كانت هذه الخطوة الأولى والوحيدة لنقل عاصمة دولة في الفضاء ما بعد السوفييتي، مما أثر بشكل كبير على العمليات الاقتصادية والديمغرافية في البلاد. وكان الرئيس الكازاخستاني نور سلطان نزارباييف هو صاحب فكرة هذا النقل.

## أسباب النقل
وفقاً لمذكرات الرئيس الأول لكازاخستان، نورسلطان نزارباييف، جاءت فكرة بناء عاصمة جديدة إليه في الأشهر الأولى من الاستقلال عام 1992. بعد استقلال كازاخستان، ظهرت العديد من التحديات بسبب موقع ألماتي البعيد عن المناطق الأخرى في البلاد. من بين هذه التحديات بروز بعض النزعات الانفصالية في بعض المناطق، وكان نقل العاصمة أحد الحلول لتعزيز الأمن الوطني. تقع مدينة ألماتي في حوض جبلي، مما يحد من التوسع العمراني بسبب الجبال المحيطة، وفي أوائل التسعينيات، لم تتبقَ أراضٍ للتوسع. كما أن ألماتي تقع في منطقة زلزالية، ما يشكل خطراً بسبب احتمالية وقوع زلازل مدمرة.
من منظور الأمن، كان يجب أن تقع عاصمة كازاخستان المستقلة بعيداً عن الحدود الخارجية وقريبة من وسط البلاد. كما كان من المهم ضمان أمان نشاطات أعلى هيئات الدولة وفعالية عملها في حالة حدوث توتر محتمل في الأوضاع الإقليمية.
عند اختيار العاصمة الجديدة، اعتمد نزارباييف على 32 معياراً، تشمل: الإمكانات الاجتماعية والاقتصادية، المناخ، تضاريس المنطقة، الوضع الزلزالي، البيئة، البنية التحتية الهندسية والنقل، الاتصالات، مجمع البناء، الموارد البشرية وغيرها. وقد تم النظر في عدة خيارات للعاصمة الجديدة، مثل أوليتاو، وقراغندي، وكوكشيتاو، وأكتوبي. تم استبعاد أوليتاو على الفور بسبب نقص المياه، وغياب السكك الحديدية، وبعد المنطقة عن الطرق الرئيسية. كما تم استبعاد قراغندي وكوكشيتاو بسبب ضعف البنية التحتية، وأكتوبي بسبب موقعها الجغرافي البعيد عن مركز البلاد.
اختارت اللجنة الخاصة التي عينها الرئيس مدينة أكمولا، نظرًا لقربها المتساوي من المناطق الاقتصادية الرئيسية التي تؤثر في نمو اقتصاد البلاد. سمح هذا بتحقيق توازن إقليمي إثني ديموغرافي، وتحفيز الهجرة من المناطق الجنوبية ذات الكثافة السكانية العالية إلى المدن الشمالية المتقدمة صناعيًا، ودمج السكان في الإنتاج الصناعي والزراعي في وسط وشمال كازاخستان. من المزايا الأخرى لأكمولا كانت تقاطعها المحوري مع العديد من الطرق، وصغر مساحة المدينة، وعدم وجود نقص في مياه الشرب، واعتدال عدد السكان، مما وفر إمكانيات كبيرة للتخطيط العمراني وتنفيذ التصاميم المعمارية والنمو الديموغرافي. حتى في وسط المدينة، كانت هناك حوالي 30 هكتارًا من الأراضي الشاغرة التي يمكن بناء المنشآت اللازمة عليها وربطها بالبنية التحتية الهندسية القائمة.

## تاريخ نقل العاصمة
طرحت فكرة نقل العاصمة لأول مرة من قبل الرئيس نورسلطان نزارباييف في أحد خطاباته. ووفقاً لمذكراته:
"في البداية، شاركت هذه الفكرة مع مجموعة صغيرة - نخبة المجتمع. إذا قلت إن أعضاء الحكومة ونواب البرلمان استقبلوا كلماتي بدهشة، فهذا يعني أنني لم أوضح الصورة بالكامل. عندما طرحت هذه الفكرة لأول مرة، كانت الابتسامات هي الرد الظاهري، وربما كان هناك ضحك وراء ظهري. ما يثير الاهتمام هو أنه، رغم معرفة الكثيرين بأنني لا أتفوه بكلمات عابثة، اعتبروا فكرة نقل العاصمة مزحة غير موفقة. وفي أحد خطابي في أواخر عام 1993، تحدثت بحذر عن نقل العاصمة من ألماتي إلى مدينة أخرى، في محاولة لمعرفة ردود الفعل. وأغلب الحاضرين في القاعة، على ما يبدو، اعتقدوا أنني أخطأت أو شعرت بالإرهاق من العمل الشاق... وفي بداية عام 1994، كررت مرة أخرى رأيي في نقل العاصمة، ولكن هذه المرة أيضاً قوبلت كلماتي كأنها مزحة غير مناسبة. ضحك الجميع وهدأوا معتقدين أن الأمر سينتهي عند هذا الحد."
في 6 يوليو 1994، قدم الرئيس نزارباييف اقتراحه بنقل العاصمة أمام نواب المجلس الأعلى لكازاخستان. وبرر الرئيس ذلك بأن التكاليف غير القابلة للتعويض ستكون مرتبطة فقط بعملية الانتقال نفسها، بينما ستعتبر باقي الأموال استثماراً في المستقبل. استمرت المناقشة في البرلمان طوال اليوم، وانقسمت الآراء. حيث أيد جزء من النواب رأي الرئيس، بينما اعتبر آخرون أنه في ظل الأزمة الاقتصادية، التي يصعب فيها دفع الرواتب للناس في وقتها، لا توجد إمكانية لنقل العاصمة. أما الجزء الثالث، فقد دعم الفكرة، لكن اقترح تأجيل تنفيذها إلى وقت لاحق. وقد وصف رئيس المجلس الأعلى لكازاخستان، أبيش كيكيلباييف، مناقشة نقل العاصمة في البرلمان بالشكل التالي:
"الضجيج العادي في القاعة توقف بسرعة، واستعد الجميع للاستماع. ألقى نورسلطان أبيشيفيتش الخطاب بنفسه. كانت القاعة في حالة من الصمت التام، والجميع يستمعون بانتباه شديد. كان الرئيس مستعداً من كل الجوانب، وبدأ يجيب على الأسئلة الكثيرة، التي جاءت مثل وابل من البَرَد، بكل ثقة وعمق. كانت هناك أيضاً أسئلة لاذعة وساخرة. نظراً لمفاجأة الطرح، كان العديدون يبحثون عن سبب خفي وراء هذا القرار. البعض رأى فيه حيلة جيوسياسية، بينما ربطه آخرون، من دون التحدث علانية، بالأمور اليومية أو بوضع الأقارب والأصدقاء. وهناك من اعتبره مجرد طموحات سياسية. لكن نورسلطان أبيشيفيتش أجاب بصبر على جميع الأسئلة المستفزة، موضحاً التفاصيل بدقة وربما بإفراط. حتى السياسيون المخضرمون، المعروفون بتحفظهم، شعروا بعدم الارتياح وبدت عليهم علامات القلق. كان من الصعب على معظمهم تقبل فكرة مغادرة ألماتي الجميلة المغمورة بالخضرة وجبال ألآتاو المهيبة للانتقال إلى مدينة متداعية ومليئة بالسخام في وسط السهوب، حيث تعصف بها العواصف الثلجية والبرد القارس. بدت في أعين الكثيرين نظرة تعبر عن سؤال صامت: «ألا ينبغي أن نفكر أكثر؟» لن أخفي الأمر، كنت أنا نفسي أميل إلى هذا الرأي."
في النهاية، تم طرح اقتراح نقل العاصمة للتصويت وتمت الموافقة عليه من قبل المجلس الأعلى لكازاخستان في 6 يوليو 1994 بأغلبية ضئيلة. ويُعتبر هذا اليوم عيداً وطنياً في كازاخستان يُعرف بـ "يوم العاصمة".
في 15 سبتمبر 1995، أصدر نزارباييف مرسوماً له قوة القانون بعنوان «حول عاصمة جمهورية كازاخستان»، والذي شكّل بموجبه لجنة حكومية لتنظيم عملية نقل الهيئات الحكومية العليا والمركزية إلى مدينة أكمولا، بقيادة نيكولاي ماكييفسكي. وتولت الحكومة الكازاخستانية إنشاء صندوق خارج الميزانية باسم "العاصمة الجديدة" لجمع التمويل من خارج الميزانية لتطوير أكمولا، بالإضافة إلى إعداد مقترحات بشأن التسهيلات الضريبية، الجمركية، وغيرها من الامتيازات للمستثمرين المشاركين في بناء وتطوير البنية التحتية في أكمولا.
في 20 أكتوبر 1997، صدر مرسوم رئاسي “بشأن إعلان مدينة أكمولا عاصمة لجمهورية كازاخستان”، وبموجبه تم إعلان أكمولا عاصمة لكازاخستان اعتبارًا من10 ديسمبر 1997.
في 6 مايو 1998، تم تغيير اسم العاصمة إلى أستانا، وتم تقديمها دولياً كعاصمة جديدة في 10 يونيو 1998.